# Тельмановское городское поселение

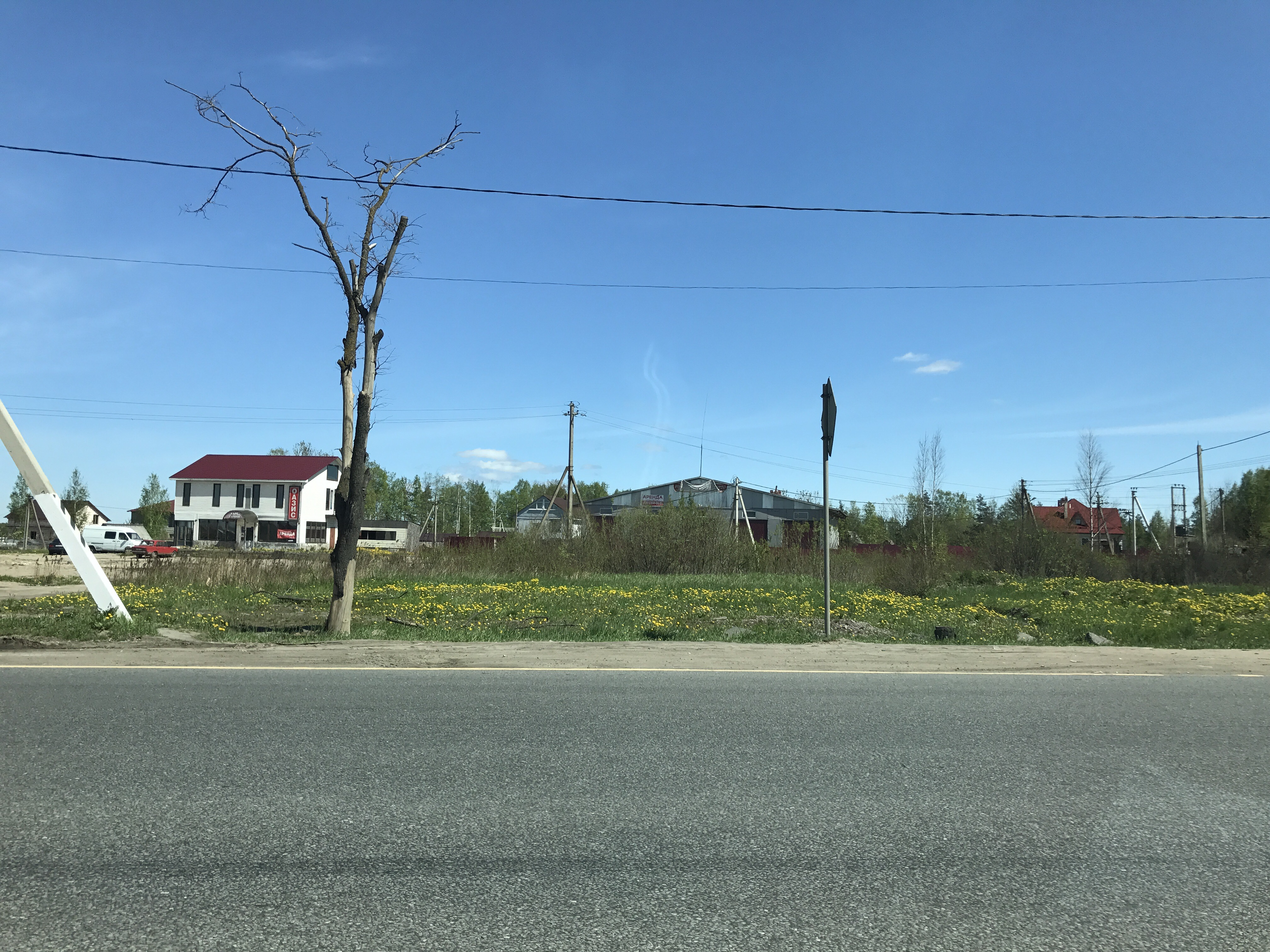
Автодорога у Ям-Ижоры

Те́льмановское городско́е поселе́ние — муниципальное образование в Тосненском муниципальном районе Ленинградской области, расположено в северной части района.
Административный центр — город Тельмана.
Глава поселения — Приходько Станислав Александрович, глава администрации — Крюкова Оксана Алексеевна 

## Географическое положение
Находится на севере Тосненского района.
Граничит:
- на севере — с Колпинским районом Санкт-Петербурга
- на востоке и юге — с Красноборским городским поселением
- на западе — с Фёдоровским городским поселением

По территории поселения проходят автодороги:
- М10 (E 105) «Россия» (Москва — Санкт-Петербург)
- 41К-169 (подъезд к г. Колпино)
- 41К-174 (подъезд к пос. Фёдоровское)
- 41К-884 (подъезд к пос. Войскорово)

Расстояние от административного центра поселения до районного центра — 28 км.

## История
По данным 1990 года в составе Тосненского района был образован Тельмановский сельсовет.
18 января 1994 года постановлением главы администрации Ленинградской области № 10 «Об изменениях административно-территориального устройства районов Ленинградской области» Тельмановский сельсовет, также как и все другие сельсоветы области, преобразован в Тельмановскую волость.
Тельмановское сельское поселение образовано 1 января 2006 года в соответствии с областным законом № 116-оз от 22 декабря 2004 года «Об установлении границ и наделении соответствующим статусом муниципального образования Тосненский муниципальный район и муниципальных образований в его составе», в его состав вошла Тельмановская волость.
26 мая 2024 года Тельмановское сельское поселение было преобразовано в Тельмановское городское поселение.

## Население
| 2006    | 2010    | 2011    | 2012    | 2013    | 2014    |
| ------- | ------- | ------- | ------- | ------- | ------- |
| 7900    | ↗10 824 | ↗10 826 | ↗12 532 | ↗13 675 | ↗14 047 |
| 2015    | 2016    | 2017    | 2018    | 2019    | 2020    |
| ↗14 286 | ↘14 214 | ↘14 170 | ↗14 489 | ↘13 958 | ↘13 850 |
| 2021    | 2023    | 2024    |         |         |         |
| ↗27 462 | ↘27 029 | ↘26 781 |         |         |         |

## Состав
На территории муниципального образования расположены 4 населённых пункта:
| № | Населённый пункт | Тип населённого пункта        | Население      |
| - | ---------------- | ----------------------------- | -------------- |
| 1 | Войскорово       | посёлок                       | ↗1799 (2017)   |
| 2 | Пионер           | деревня                       | ↘180 (2017)    |
| 3 | Тельмана         | город, административный центр | ↗23 986 (2021) |
| 4 | Ям-Ижора         | деревня                       | ↗179 (2017)    |